# هوارد روس
هوارد روس (بالإيطالية: Howard Ross)‏ هو كاتب سيناريو وممثل إيطالي، ولد في 10 يناير 1941 بروما في إيطاليا.

## وصلات خارجية
- هوارد روس على موقع IMDb (الإنجليزية)
- هوارد روس على موقع ألو سيني (الفرنسية)
- هوارد روس على موقع أول موفي (الإنجليزية)
- هوارد روس على موقع قاعدة بيانات الأفلام السويدية (السويدية)
- هوارد روس على موقع قاعدة بيانات الأفلام السويدية (السويدية)
- هوارد روس على موقع قاعدة بيانات الفيلم (الإنجليزية)
- هوارد روس على موقع كينوبويسك (الروسية)